# Gianfrancesco Malfatti

Gianfrancesco Malfatti

Gianfrancesco Malfatti (* 26. September 1731 in Ala (Trentino); † 9. Oktober 1807 in Ferrara) war ein italienischer Mathematiker, dem es unter anderem gelang, alle durch Radikale auflösbaren Gleichungen fünften Grades aufzulösen. Nach Malfatti sind der Malfatti-Kreis und das Malfatti-Problem benannt (seine Lösung fand er 1802 und veröffentlichte sie 1803).

## Leben
Malfatti, Spross eines alten Adelsgeschlechts aus dem Trentino, studierte an einer Schule der Jesuiten in Verona und dann am Kolleg San Francesco Saverio der Universität Bologna unter anderem bei Vincenzo Riccati, Maria Zanotti, Gabriele Manfredi. Ab 1754 lehrte er Mathematik und Physik an einer Schule in Ferrara, die er dort gründete. 1771 wurde er Professor für Mathematik an der dortigen Universität Ferrara, als diese neu eröffnet wurde.
1782 war er einer der Gründer der Societa Italiana delle Scienze.

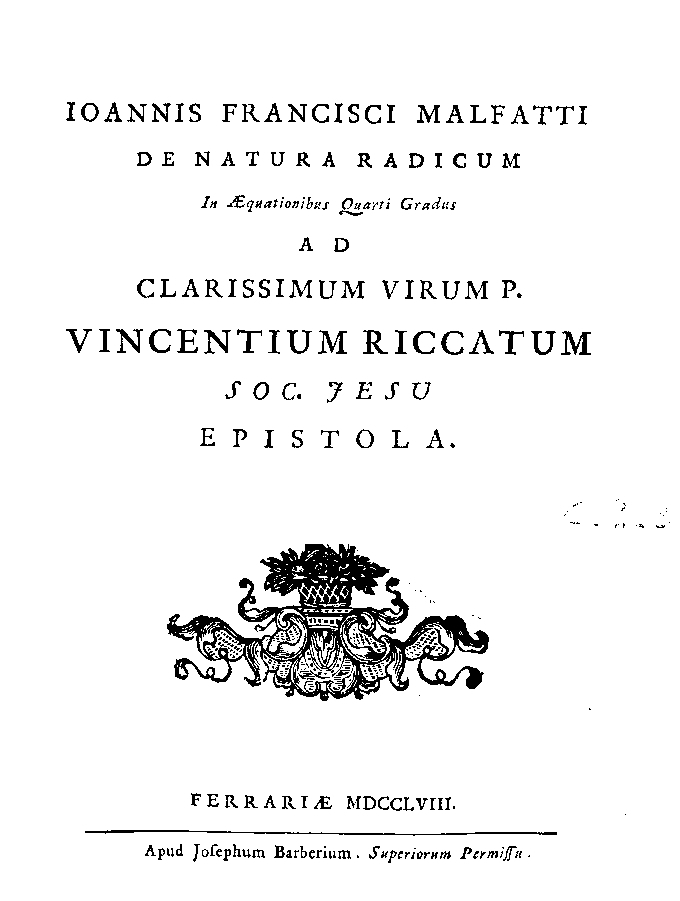
De natura radicum in aequationibus quarti gradus, 1758

In einer Arbeit von 1770 (De aequationibus quadrato-cubicis disquisitio analytica) konstruierte eine Lösung spezieller Gleichungen fünften Grades mit der später sogenannten Malfatti-Resolvente. Diese Arbeit machte ihn bekannt. Er war an der Diskussion von Paolo Ruffinis frühen Beweisversuchen der Nichtauflösbarkeit von Gleichungen höheren als vierten Grades durch Radikale beteiligt, die er kritisierte (1804).
Unter Malfatti-Problem versteht man heute zwei verschiedene Probleme: Malfatti gab die Malfatti-Kreise als Lösung des heute Marmor-Problem von Malfatti genannten Problems an: Packen von drei Kreisen in ein Dreieck, so dass sie maximalen Flächeninhalt haben, sich aber nicht überschneiden. Es war aber schon seit H. Lob und H. W. Richmond 1930 bekannt, dass diese nicht immer die optimale Lösung liefern, noch später wurde gezeigt, dass sie dies sogar nur selten tun. Die optimale Lösung fanden Wiktor Salgaller und G. A. Los 1994.
Davon unterschieden wird das Konstruktionsproblem von Malfatti, drei Kreise in ein Dreieck einzubeschreiben, so dass sie sich und je zwei Seiten des Dreiecks berühren. Es wurde schon im Spezialfall des gleichschenkligen Dreiecks von Jakob I Bernoulli gelöst, außerdem etwa 30 Jahre vor Malfatti vom Japaner Ajima Naonobu und später gaben Jakob Steiner (1826, Crelle’s Journal, auf rein geometrischem Weg) und Alfred Clebsch Lösungen (letzterer mit elliptischen Funktionen, 1857, Crelle’s Journal).
Neben Geometrie und der Frage der Auflösung algebraischer Gleichungen höheren Grades befasste er sich auch mit Finite-Differenzen-Methoden, Mechanik (zum Beispiel Bewegung eines Massenpunktes im Schwerefeld auf einer Lemniskate 1781), Analysis und Wahrscheinlichkeitstheorie (hier fand er zum Beispiel einen Fehler in einer Arbeit von Joseph-Louis Lagrange von 1774).